# 福澤集團
福澤集團控股有限公司，簡稱福澤控股（英語：Grand Peace Group Holdings Limited，港交所：8108），前身為「名家國際控股有限公司」是在位於中國河北廊坊家具之一，1992年成立。主要品牌店「華日傢俱」（華日傢俱股份有限公司）、廊坊华日恒宇家居有限公司等當時本公司旗下核心業務。
業務易手前為電腦開發軟件，在易手後變成主要於國內從事實木家具生產及批發業務，提供一站式家居顧問、家具設計及銷售等服務。
華日傢俱股份有限公司在1992年由周旭恩先生創立，其後被李革先生委任董事後，把家具業務注入。其後收購92家內地家具店，在整合後，統一名為「華日名家」。
其股份自2000年7月14日（當時是以盛創企業系統有限公司名義，其後易名為匯盛實業有限公司）在香港交易所創業板掛牌，註冊位於百慕達，總部位於河北及香港。

## 連結
- 華日家具官方網站 huari-furniture.com